# (37313) 2001 QC
2001 كيو سي (ويعرف أيضًا باسم (37313) 2001 كيو سي وفق تسمية الكوكب الصغير) (بالإنجليزية: 2001 QC)‏ هو كويكب ضمن حزام الكويكبات؛ وترتيبه 37313 من حيث الاكتشاف.
اكتُشف هذا الجُرم الفلكي بواسطة ماورا تومبيلي ‏ في 16 أغسطس 2001.

## وصلات خارجية
- (37313) 2001 QC في قاعدة بيانات مختبر الدفع النفاث لأجرام النظام الشمسي الصغيرة

- الاكتشاف · مخطط المدار ·  العناصر المدارية · المعلمات المادية

- (37313) 2001 QC على موقع ويكي سكاي: DSS2, SDSS, GALEX, IRAS, Hydrogen α, X-Ray, Astrophoto, Sky Map, Articles and images